# Chimarrão
O chimarrão (do espanhol rioplatense "cimarrón"), é uma das maneiras de tomar a infusão da erva mate (do quíchua "mati"). É uma bebida característica da cultura do Cone Sul legada da cultura indígena (caingangue, guarani, aimará e quíchua), produzido pela infusão da planta erva-mate (Ilex paraguariensis) moída, em água quente a aproximadamente 70 graus Celsius, em uma cuia com uma bomba.

## Etimologia
O termo "mate", oriundo do quíchua mati,  é mais utilizado nos países de língua castelhana. O termo "chimarrão" é o mais adotado no Brasil, sendo um oriundo da palavra castelhana rioplatense cimarrón,que significa "puro /selvagem / sem aditivos" Por isso pode, ainda, designar qualquer bebida (café, chá. etc.) preparada sem açúcar; o gado domesticado que retornou ao estado de vida selvagem e o cão sem dono, bravio, que se alimenta de animais que caça. Há outras formas de se consumir o mate, adicionando-se açúcar, leite, canela etc. Nesses casos, este mate deixa de se chamar "chimarrão", pois seria o mesmo que dizer "puro misturado", uma clara antítese.

## Histórico
Os primeiros povos de que se tem conhecimento de terem feito uso da erva-mate são os índios guaranis, que habitavam a região definida pelas bacias dos rios Paraná, Paraguai e Uruguai na época da chegada dos colonizadores espanhóis; e os índios caingangues, que habitavam na região dos atuais estados do Rio Grande do Sul, Santa Catarina, Paraná e Misiones. Da metade do século XVI até 1632, a extração de erva-mate era a atividade econômica mais importante da Província Del Guayrá, território que abrangia praticamente o Paraná, e no qual foram fundadas três cidades espanholas e quinze reduções jesuíticas.
O chimarrão chegou a ser proibido no sul do Brasil durante o século XVI, sendo considerado "erva do diabo" pelos padres jesuítas das reduções do Guairá, que, no entanto, a partir do século XVII, mudaram sua atitude para com a bebida e passaram a incentivar seu uso com o objetivo de afastar a população local do consumo de bebidas alcoólicas.

## Composição
O chimarrão é montado com erva-mate moída, adicionada de água quente (sem ferver, aproximadamente 70 °C). Tem sabor amargo, dependendo da qualidade da erva-mate. A erva pronta para o uso consiste em folhas e ramos finos de Ilex paraguariensis (menos de 1,5 milímetros), secos e triturados, passados em peneira grossa, de cor que varia do verde ao amarelo-palha, havendo uma grande variedade de tipos, uns mais finos, outros mais encorpados, vendidos a diversos preços. O predomínio de folhas ou talos em sua composição, bem como sua granulometria, variam de região para região.
Um aparato fundamental para o chimarrão é a cuia, vasilha feita do fruto da cuieira ou do porongo, que pode ser simples ou mesmo ricamente lavrada e ornada em ouro, prata e outros metais, com a largura de uma boa caneca e a altura de um copo fundo, no formato de um seio de mulher (no caso do porongo) ou no de uma esfera (no caso da cuieira). Há quem tome chimarrão em outros recipientes, mas a prática é geralmente mal-vista.
O outro talher indispensável é a bomba (em espanhol, bombilla), um canudo de cerca de seis a nove milímetros de diâmetro, normalmente feito em prata lavrada e muitas vezes ornado com pedras preciosas, de cerca de 25 centímetros de comprimento, em cuja extremidade inferior há um pequeno filtro do tamanho de uma moeda e, na extremidade superior, um bocal, muitas vezes executado em folhas de ouro para evitar a oxidação de metais menos nobres.

## Propriedades medicinais e nutritivas
Estudos detectaram, na bebida, a presença de muitas vitaminas, como as do complexo B, a vitamina C e a vitamina D, e de sais minerais, como cálcio, manganês e potássio. Combate os radicais livres. Auxilia na digestão e produz efeitos antirreumático, diurético, estimulante e laxante. Não é indicado para pessoas que sofrem de insônia e nervosismo, pois é estimulante natural. Contém saponina, que é um dos componentes da testosterona, razão pela qual melhora a libido.
Análises e estudos sobre a erva-mate têm revelado uma composição que identifica diversas propriedades benéficas ao ser humano, pois estão contidos, nas folhas da erva-mate, alcaloides (cafeína, teofilina, teobromina etc.), ácidos fólicos e cafeico (taninos), vitaminas (A, B1, B2, C, e E), sais minerais (alumínio, ferro, fósforo, cálcio, magnésio, manganês e potássio), proteínas (aminoácidos essenciais), glicídeos (frutose, glucose, sacarose etc.), lipídios (óleos essenciais e substâncias ceráceas), além de celulose, dextrina, sacarina e gomas. Há relatos de combatentes na Guerra do Paraguai se alimentarem exclusivamente de carne e chimarrão por tempos prolongados sem desenvolverem sinais de carências nutricionais.
O consumo da erva-mate está relacionado também ao poder que ela tem de estimular a atividade física e mental, atuando beneficamente sobre os nervos e músculos, combatendo a fadiga, proporcionando a sensação de saciedade, sem provocar efeitos colaterais como insônia e irritabilidade (apenas pessoas sensíveis aos estimulantes contidos na erva-mate podem sofrer algum efeito colateral). A erva também atua sobre a circulação, acelerando o ritmo cardíaco e harmonizando o funcionamento bulbo medular. Age sobre o tubo digestivo, facilitando a digestão sendo diurética e laxativa. É considerada ainda um ótimo remédio para a pele e reguladora das funções cardíacas e respiratórias, além de exercer importante papel na regeneração celular.
Assim, os pesquisadores concluíram que o mate contém praticamente todas as vitaminas necessárias para sustentar a vida, e que a erva-mate é uma planta indiscutivelmente especial, já que é muito difícil encontrar em qualquer lugar do mundo outra planta que se iguale ao seu valor nutricional.
No entanto, existem pesquisas que investigam a ligação entre a ingestão de chimarrão em alta temperatura e o câncer de esôfago.

### Cafeína
Um estudo sugere que o chimarrão tenha efeitos protetores em relação à Doença de Parkinson, assim como o café, dado que as duas bebidas contêm cafeína. Entretanto, o chimarrão possui uma concentração menor de cafeína e mais antioxidantes, o que pode levar a efeitos mais benéficos na saúde além da proteção à doença.

### Características
|                      |  |  |
| Uma cuia e uma bomba |  |  |

- Digestiva
- É um moderado diurético
- Estimulante das atividades físicas e mentais
- Auxiliar na regeneração celular[9]
- Elimina a fadiga
- Contém vitaminas - A, B1, B2, C e E[10]
- É rica em sais minerais como cálcio, ferro, fósforo, potássio e manganês
- É um estimulante natural que não tem contraindicações
- É vasodilatador: atua sobre a circulação, acelerando o ritmo cardíaco
- Auxiliar no combate ao colesterol ruim (LDL),[11] graças a sua ação antioxidante
- Por ser estimulante, possui, também, poderes afrodisíacos, graças à vitamina E presente na erva-mate[12]
- É rica em flavonoides (antioxidantes vegetais) que protegem as células e previnem o envelhecimento precoce, tendo um efeito mais duradouro pela forma especial como se toma o mate
- Segundo o médico pesquisador Oly Schwingel,[13] é indicado o uso do chimarrão de duas a três vezes ao dia
- Previne a osteoporose, fortalecendo a estrutura óssea graças ao cálcio e às vitaminas contidas na erva-mate
- Contribui na estabilidade dos sintomas da gota (excesso de ácido úrico no organismo)
- É rico em fibras que contribuem para o bom funcionamento do intestino
- Auxiliar em dietas de emagrecimento
- Atua beneficamente sobre os nervos e músculos
- Regulador das funções cardíacas e respiratórias
- Segundo o Instituto Pasteur da França e a Sociedade Científica de Paris, a erva-mate possui praticamente todas as vitaminas essenciais à manutenção da vida humana[14]

## Etiqueta
O chimarrão tradicionalmente é uma "bebida coletiva", hábito derivado da tradição indígena de compartilhar a bebida em rituais comunitários. Porém é comum alguns aficionados o tomarem durante todo o dia, mesmo a sós. Embora seja cotidiano o seu consumo doméstico, principalmente quando a família se reúne, é quase obrigatório quando chegam visitas ou hóspedes. O chimarrão é símbolo da hospitalidade sulista: quem chega como visita em uma casa dessa região, é logo recebido com uma cuia de chimarrão. Então assume-se um ar mais cerimonial e ritualístico, embora sem os rigores de cerimônias como a do chá japonês.

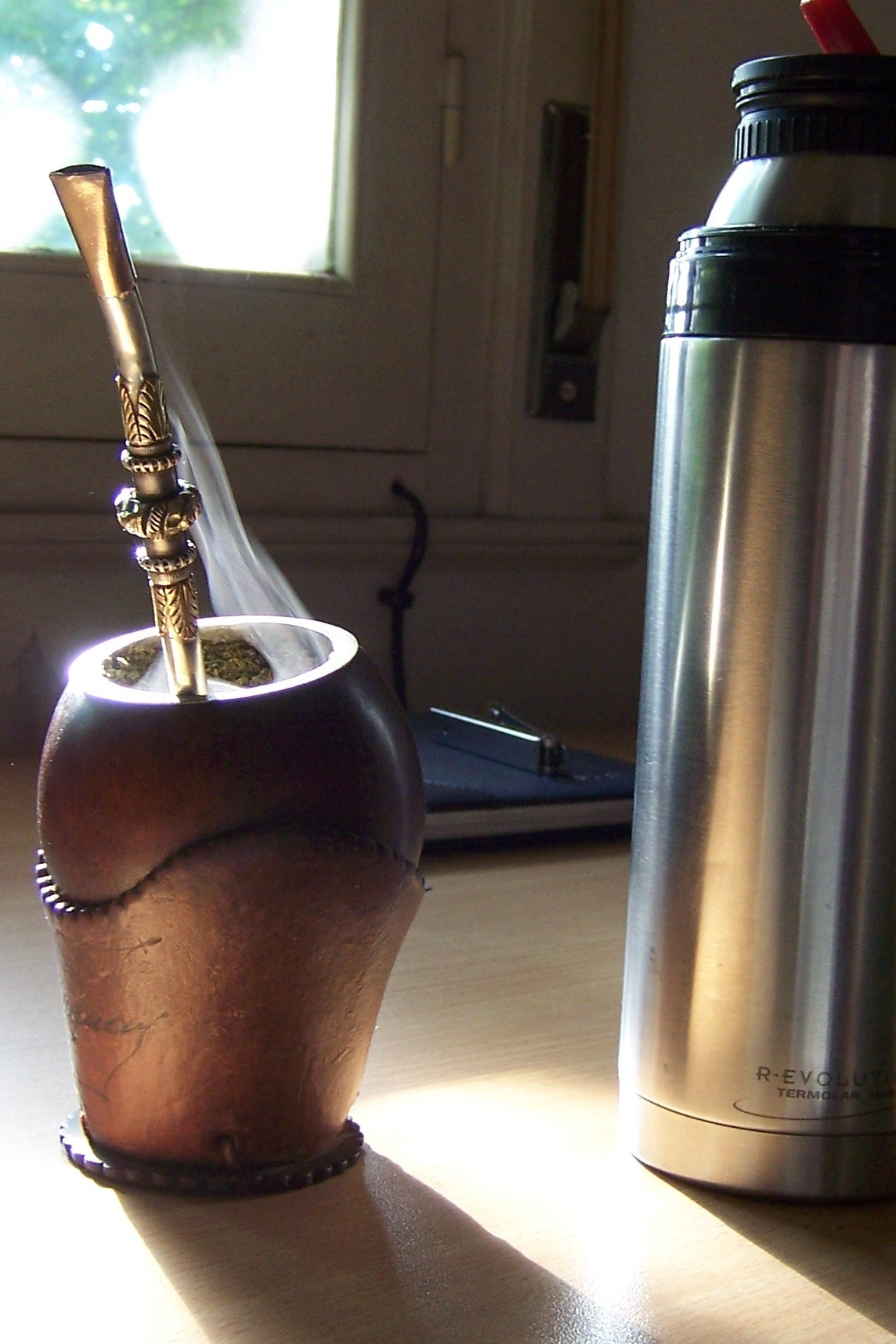
O mate servido

A água não pode estar em estado fervente, pois isso queima a erva e modifica seu gosto. Deve apenas esquentar o suficiente para "chiar" na chaleira. Enquanto a água esquenta, o dono (ou dona) da casa prepara o chimarrão na cuia (chama-se "cevar" o mate).
Há quem diga que isso acaba estabelecendo a hierarquia social dos presentes, mas há discordância, pois não se costuma estabelecedr privilégios na roda do mate, por isso é unânime o entendimento de que tomar chimarrão é um ato amistoso e agregador entre os que o fazem, comparado muitas vezes com o costume do cachimbo da paz dos índios norte-americanos. Enquanto você passa o chimarrão para o próximo bebê-lo, ele vai ficando melhor, mais suave. Isso é interpretado poeticamente como você desejar algo de bom para a pessoa ao lado e, consequentemente, às outras que também irão beber o chimarrão.
Nesse cenário, o cevador (preparador) é quem é visto mais altruisticamente. Além de prepará-lo para outras pessoas poderem apreciá-lo, é o primeiro a beber, em sinal de educação, para testar a temperatura e suavizar o gosto do primeiro chimarrão que é o mais amargo. Também é de praxe o cevador encher novamente a cuia com água morna (sobre a mesma erva-mate) antes de passar cuia, para as mãos de outra pessoa (ou da pessoa mais proeminente presente), que, depois de sugar toda a água, deve também renovar a água antes de passar a cuia ao próximo presente.
A roda do mate começa com o preparador (geralmente o dono da casa ou dona da casa, em locais mais informais, o dono dos apetrechos) tomando o primeiro e o segundo chimarrão. E aconselhável sentar-se a esquerda do preparador para receber o mate e a cuia deve ser passada com a mão direita (o ato de receber ou passar a cuia, entre todos da roda, é sempre com a mão direita, (sendo considerado falta de educação receber ou devolver com a mão esquerda) para o próximo integrante da roda. Pode-se entrar na roda de chimarrão a qualquer momento, mas depois de estar nela, o correto é esperar até que chegue sua vez novamente e ninguém deve ser favorecido, passando o chimarrão fora da ordem.
Apenas se agradece o chimarrão, ao final de um mate, quando se está satisfeito e não beberá mais o chimarrão naquela oportunidade.
Não se esqueça de tomar o chimarrão até fazer a cuia "roncar" - o que diz-se do barulho que faz a bomba do chimarrão quando acaba a água. Ao invés de se considerar falta de educação roncar a cuia, é um ato normal. Se considera uma situação desagradável quando o chimarrão é passado adiante sem fazer roncá-lo porque o próximo da roda tem direito a um mate novo com água nova na temperatura certa.

## Consumo

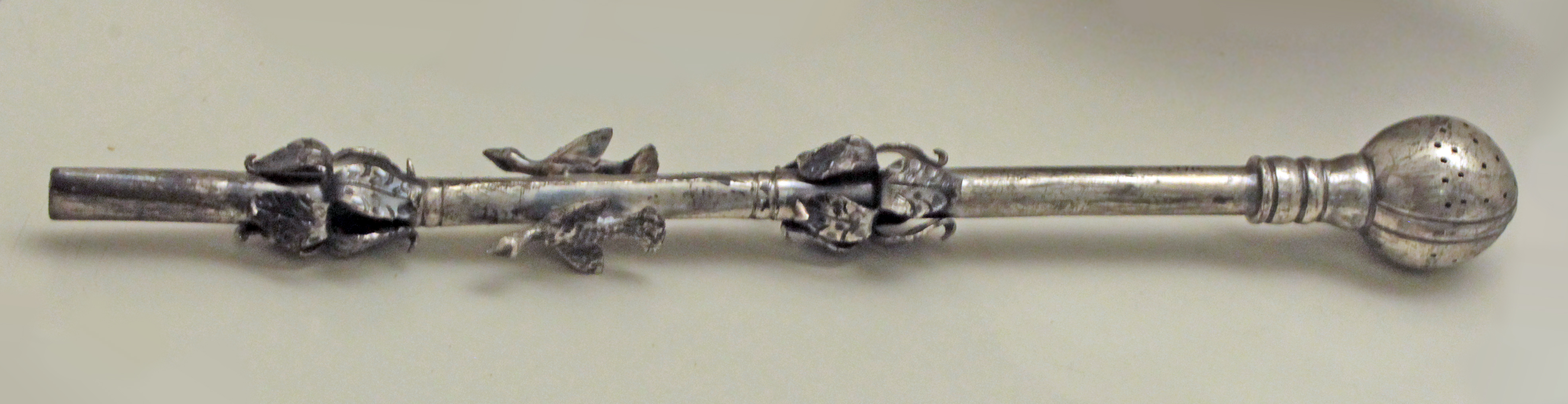
Bomba argentina de prata do século XIX.

Ainda hoje, é hábito fortemente arraigado na Argentina; no Uruguai; no Paraguai; em partes da Bolívia e Chile; nos estados brasileiros do Rio Grande do Sul, Santa Catarina, Paraná, Mato Grosso do Sul, Mato Grosso e Rondônia.
Nas últimas décadas, o chimarrão tem se popularizado em algumas regiões da Região Sudeste como o sul de Minas Gerais, o sul do Rio de Janeiro e algumas regiões do interior de São Paulo, regiões essas onde o consumo do chá-mate quente ou gelado é mais comum.

## Influência na cultura popular

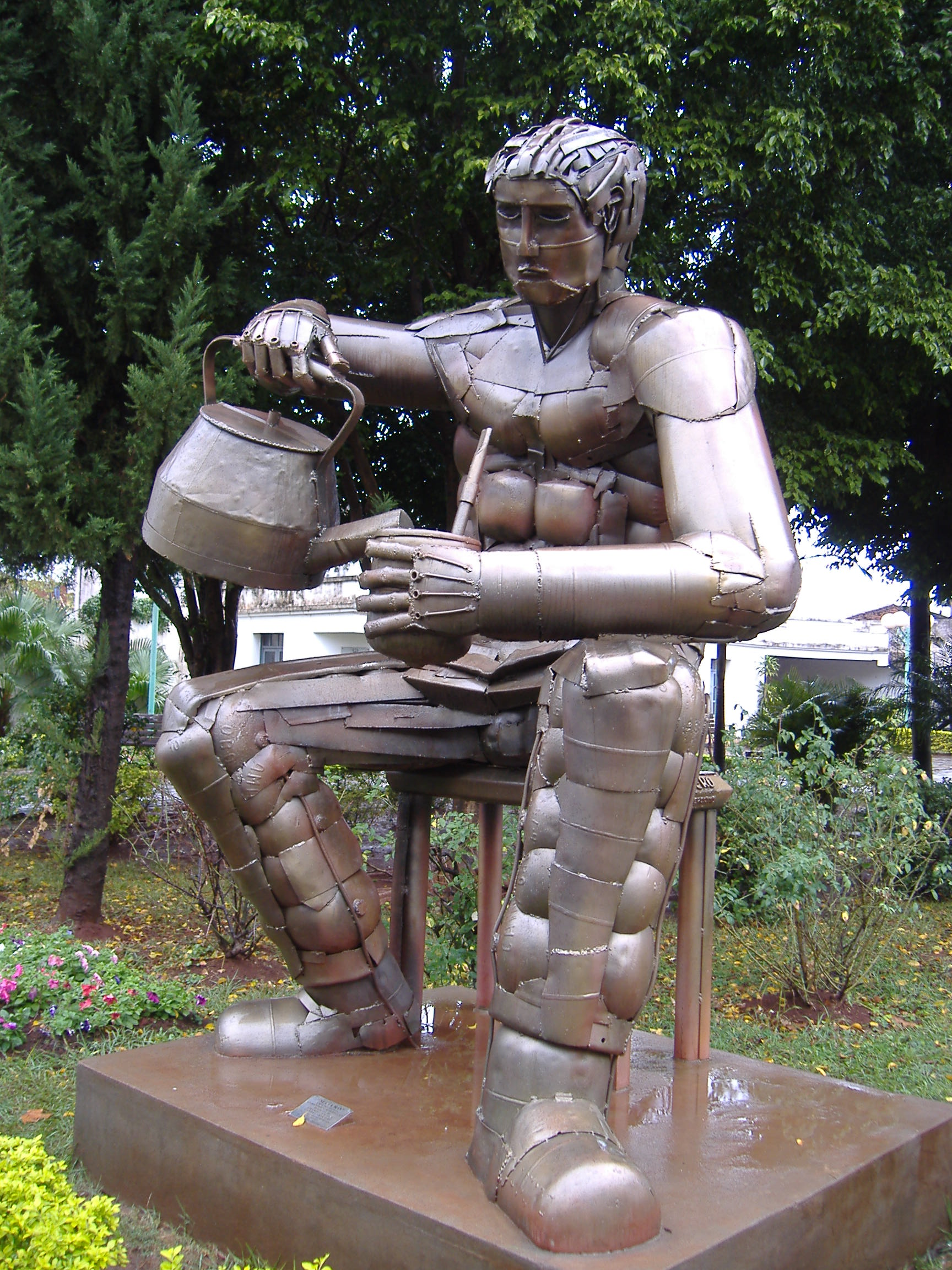
Estátua de um homem servindo o chimarrão

A cultura indígena da preparação e ingestão da erva-mate foi assimilada pelos colonizadores europeus, estando atualmente bastante arraigada na vida cotidiana das pessoas do sul da América do Sul. O hábito de se tomar o chimarrão passa de geração a geração, sendo iniciado já na infância.
A banda do Rio Grande do Sul, Engenheiros do Hawaii, compôs uma canção chamada "Ilex Paraguariensis", em homenagem ao chimarrão. No mesmo estado brasileiro, a microcervejaria Dado Bier lançou uma cerveja de mate, a "Ilex". Na Alemanha, na cidade de Berlim, também é produzida uma cerveja à base de mate produzida pela empresa Meta Mate. A chamada Mier já foi produzida em diversos países europeus graças à receita aberta, que permite que qualquer pessoa produza sua própria versão em qualquer cervejaria, através da licença Creative Commons.
Na Região Centro-Oeste do Brasil há uma bebida de nome Mate Chimarrão, que é feita a base de erva-mate.

## Chimarrão x tereré
Diferentemente do chimarrão, que é feito com água quente, o tereré (pronuncia-se tererê) é consumido com água fria, sendo muito comum colocar-se algumas ervas aromáticas nesta água (conhecidas como "jujos", do espanhol yuyos), resultando em uma bebida agradável e refrescante.
Em sua produção, a erva mate utilizada no preparo do tereré difere do chimarrão por ter de ficar em repouso por volta de oito meses, em local seco, e de ser triturada grossa depois disso. Devido ao fato de as folhas serem cortadas grossas, ao contrário do chimarrão, o tereré não tem tantos problemas com o entupimento. Quando isso ocorre, geralmente é devido a uma grande quantidade de mate em pó, indicando má qualidade da erva usada.

## Galeria de imagens

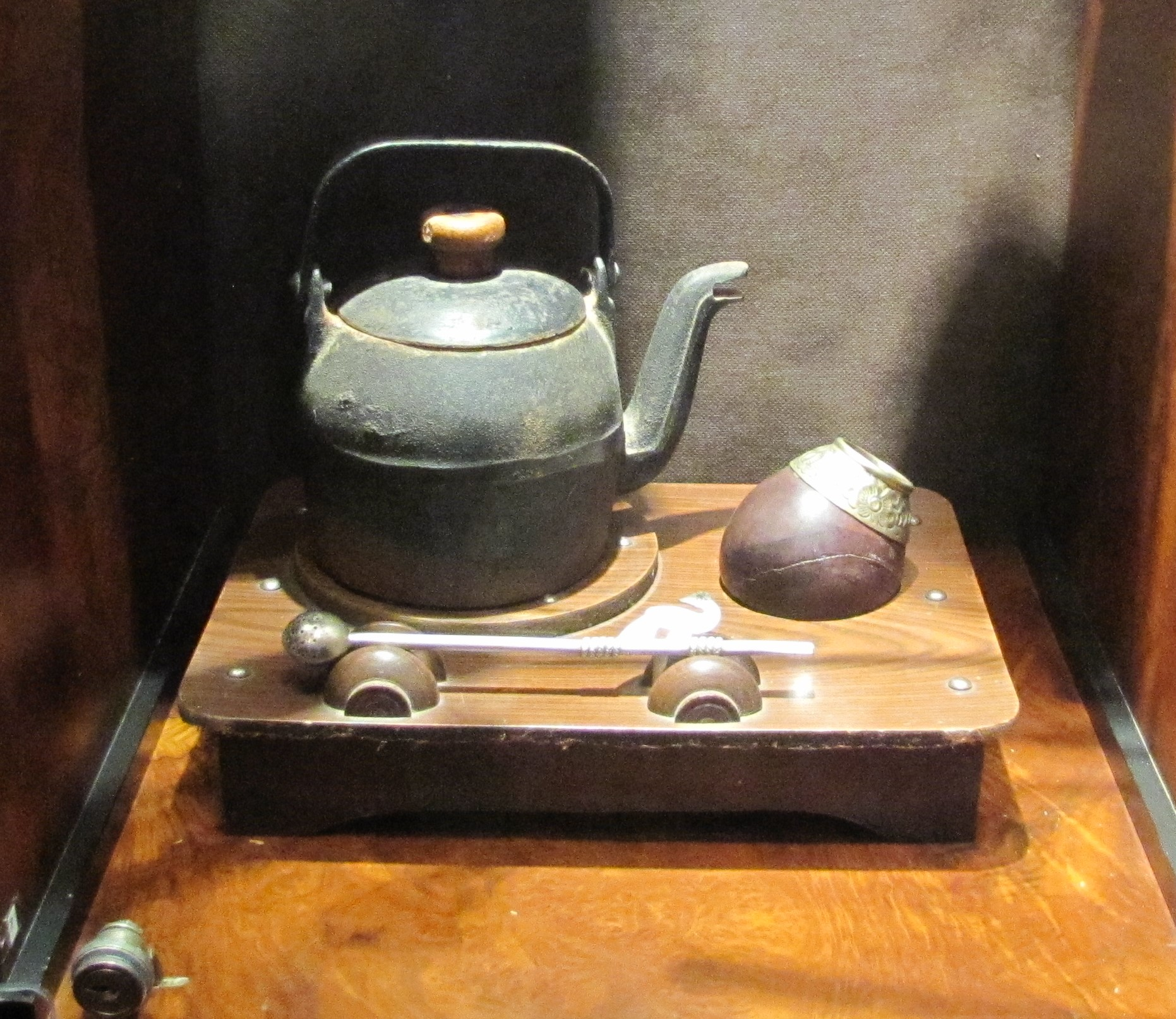
Conjunto de chimarrão: chaleira, cuia e bomba.
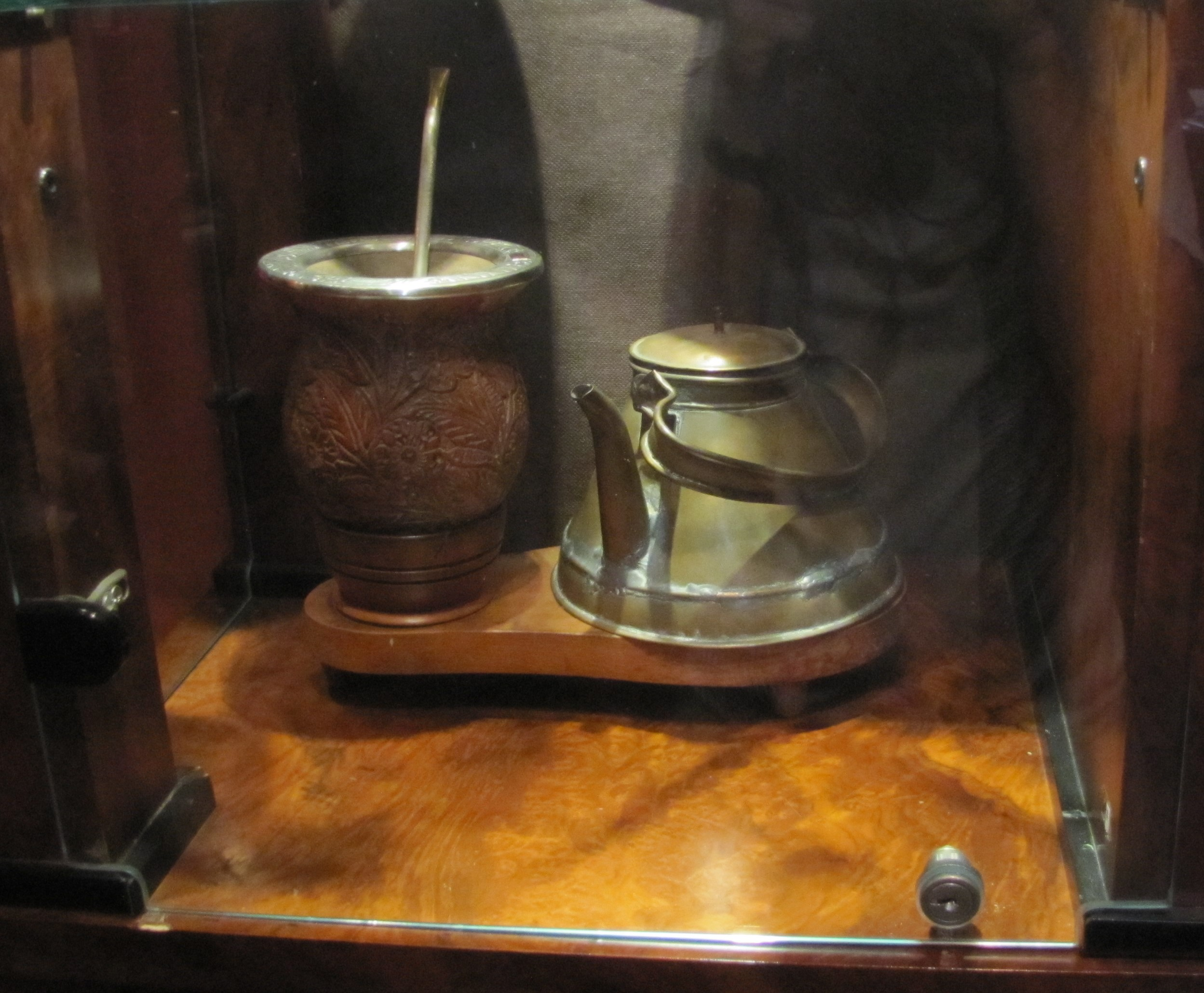
Conjunto de chimarrão: chaleira, cuia e bomba.
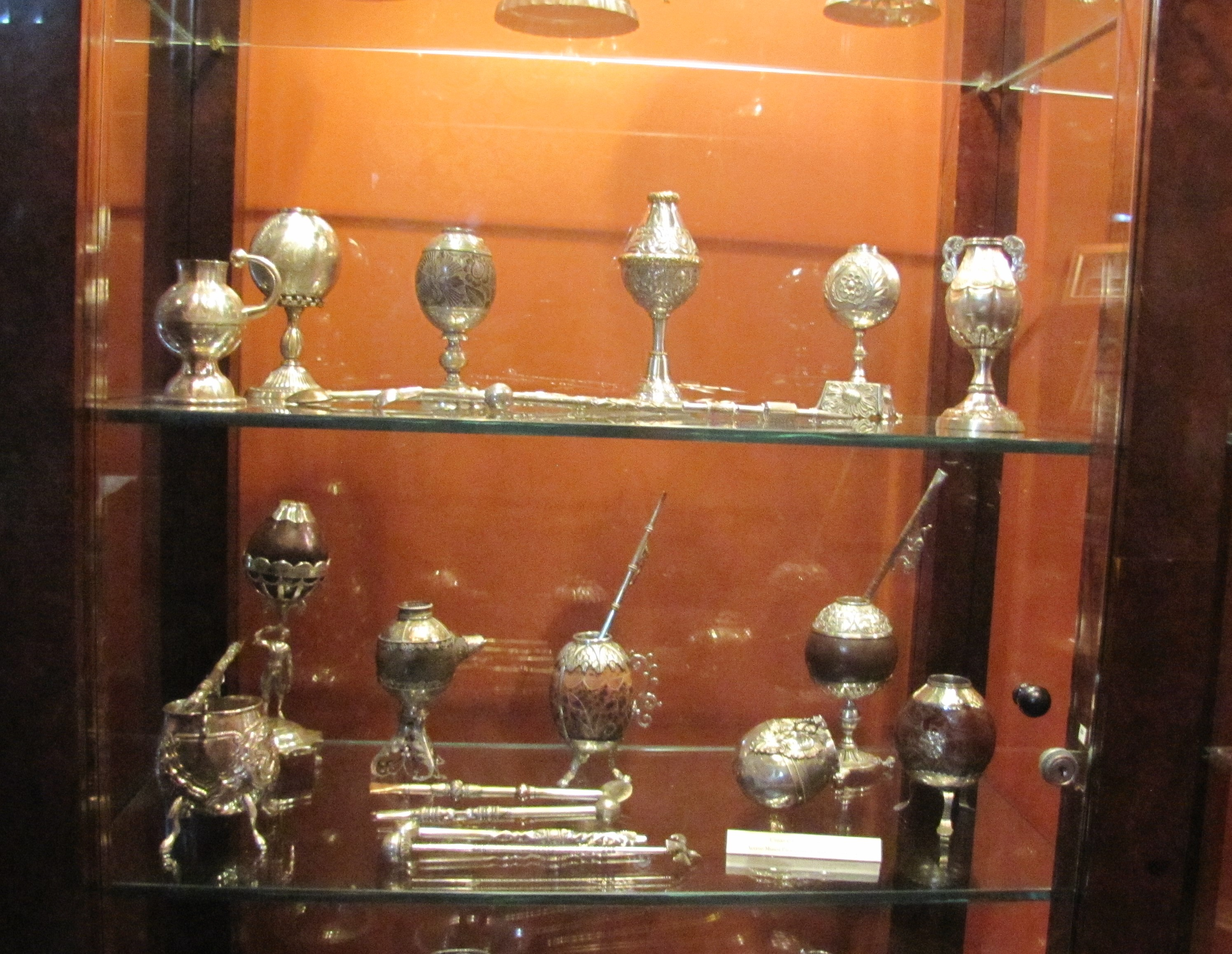
Cuias antigas em prata.
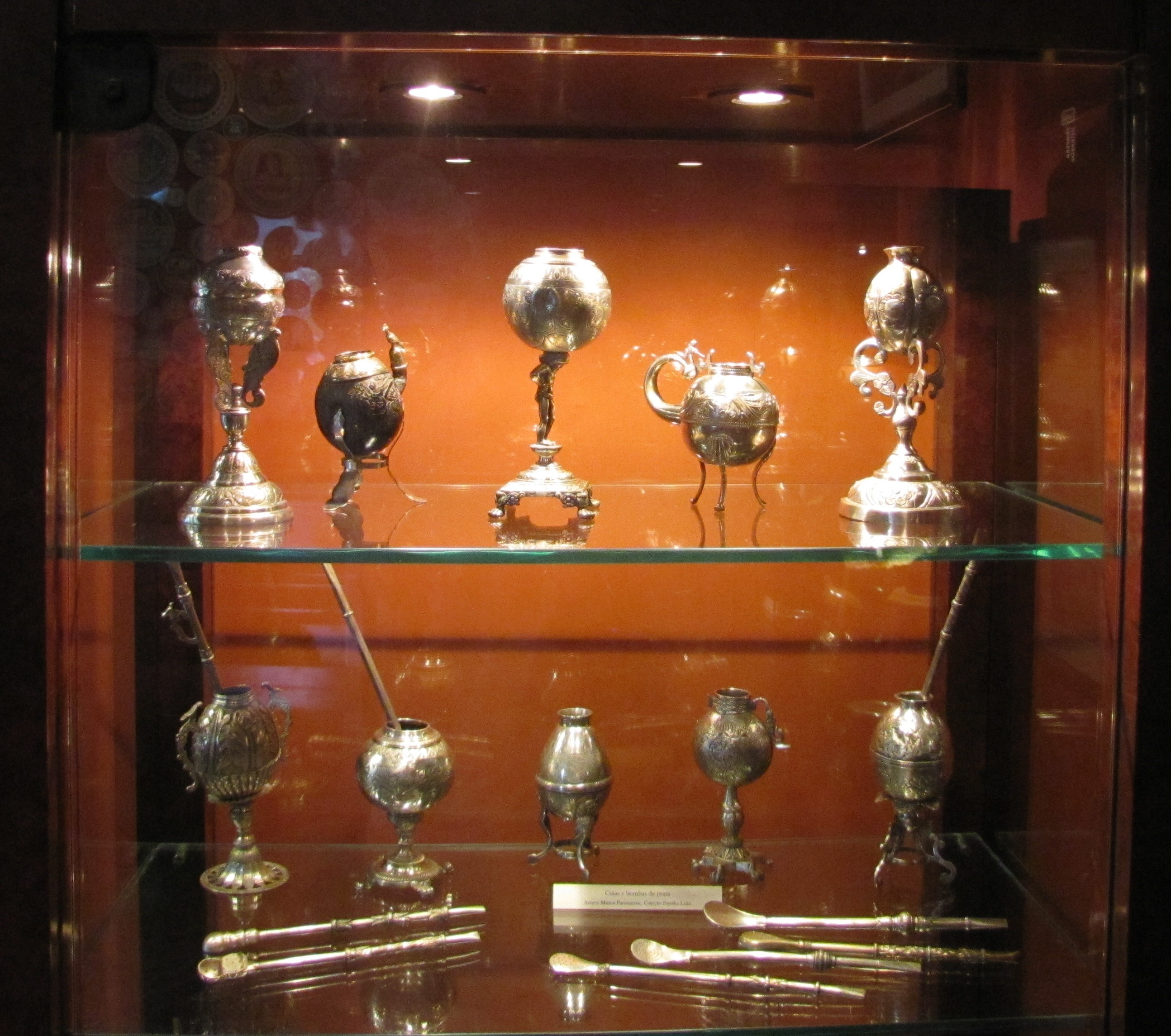
Cuias antigas em prata.
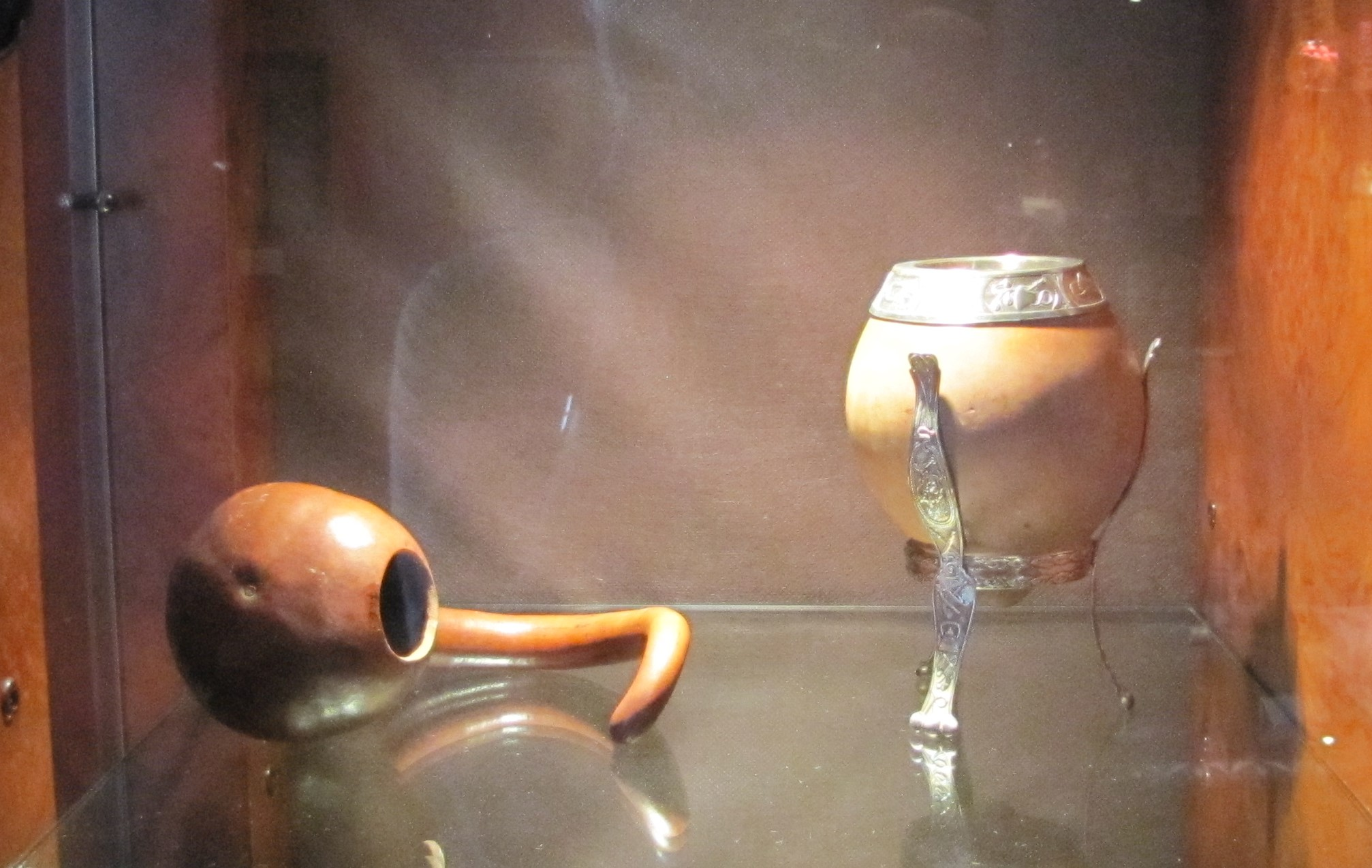
Cuias antigas.
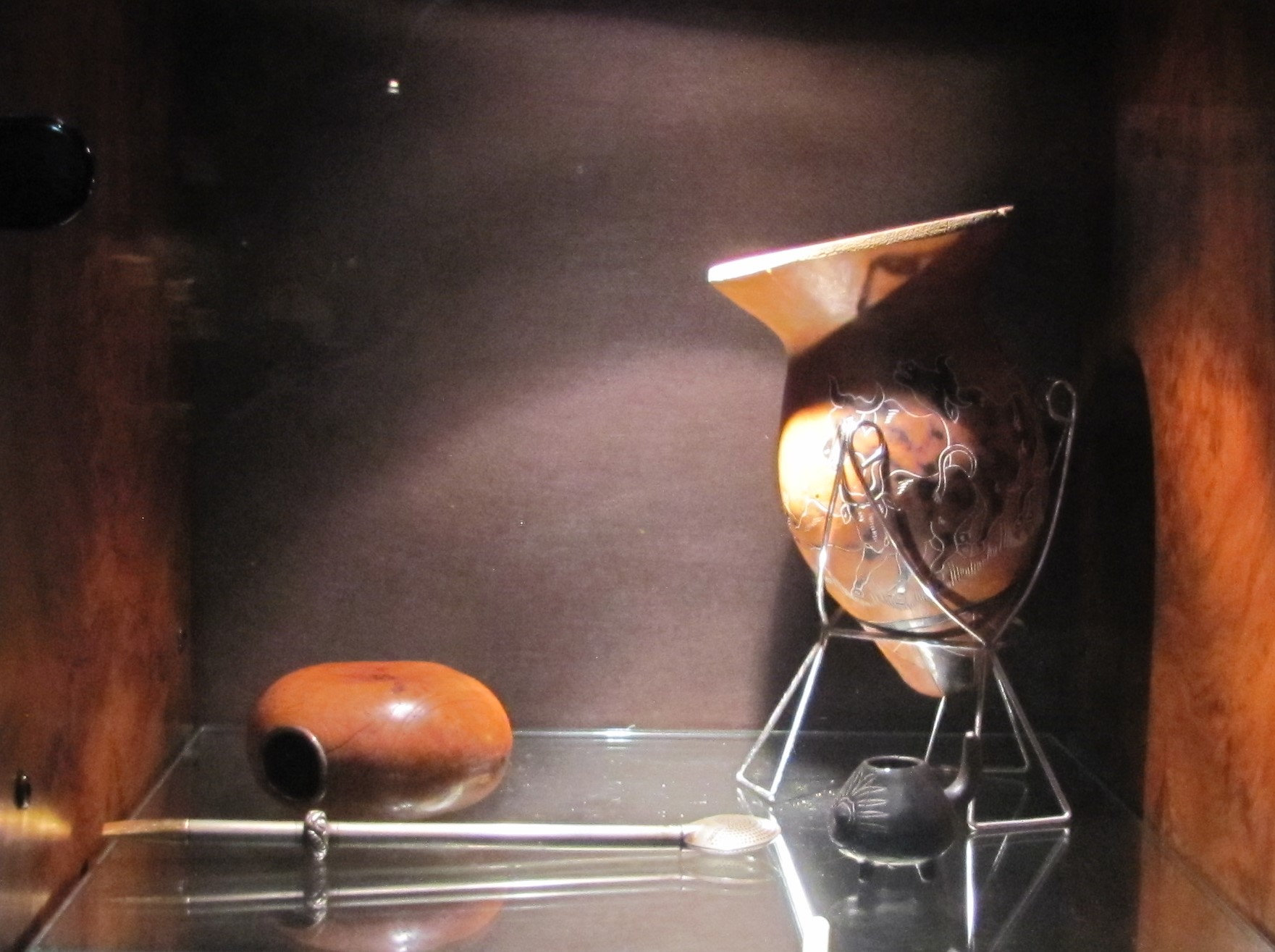
Cuia tradicional e gajeta.
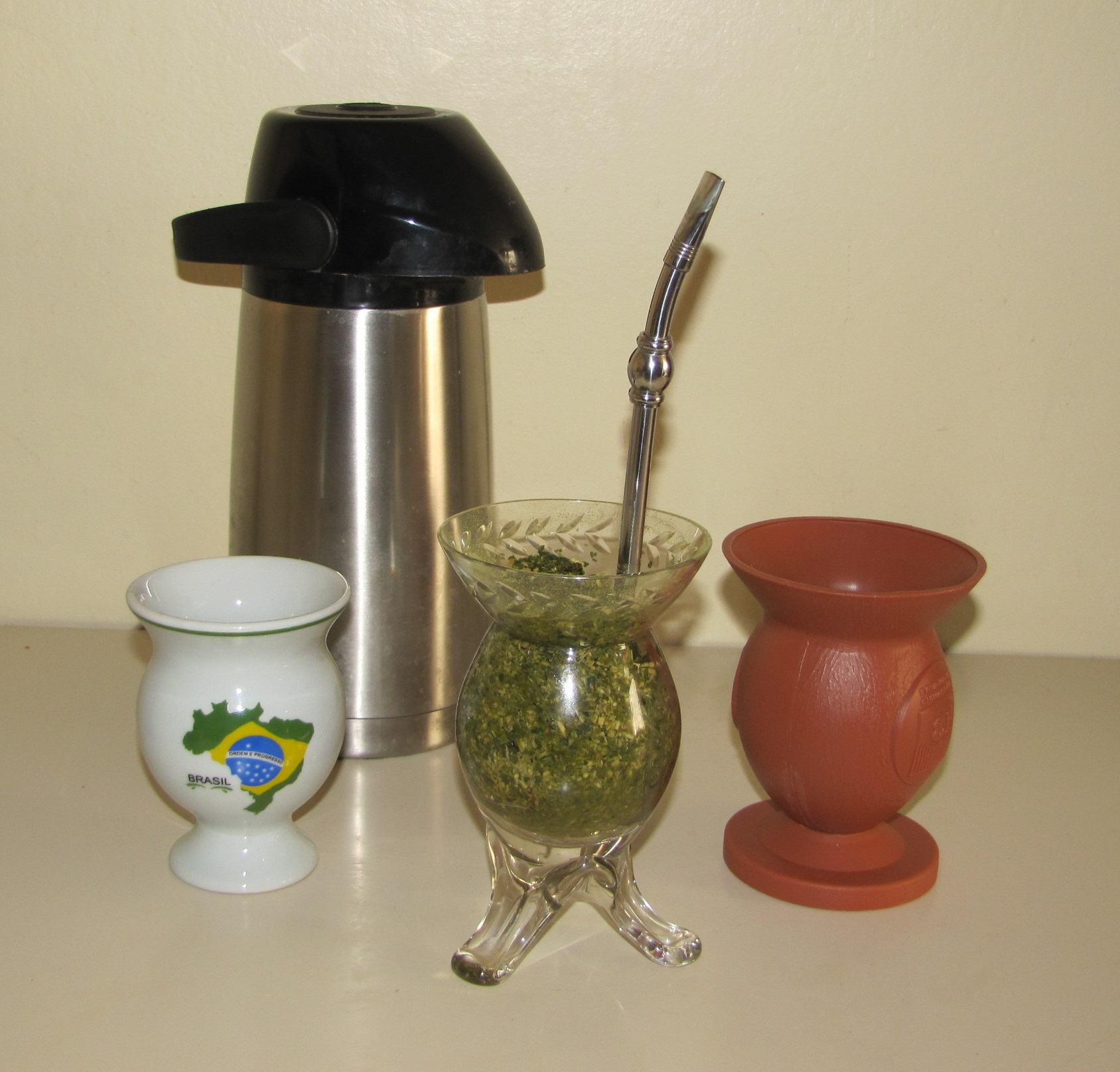
Cuias para chimarrão em porcelana, vidro e plástico.
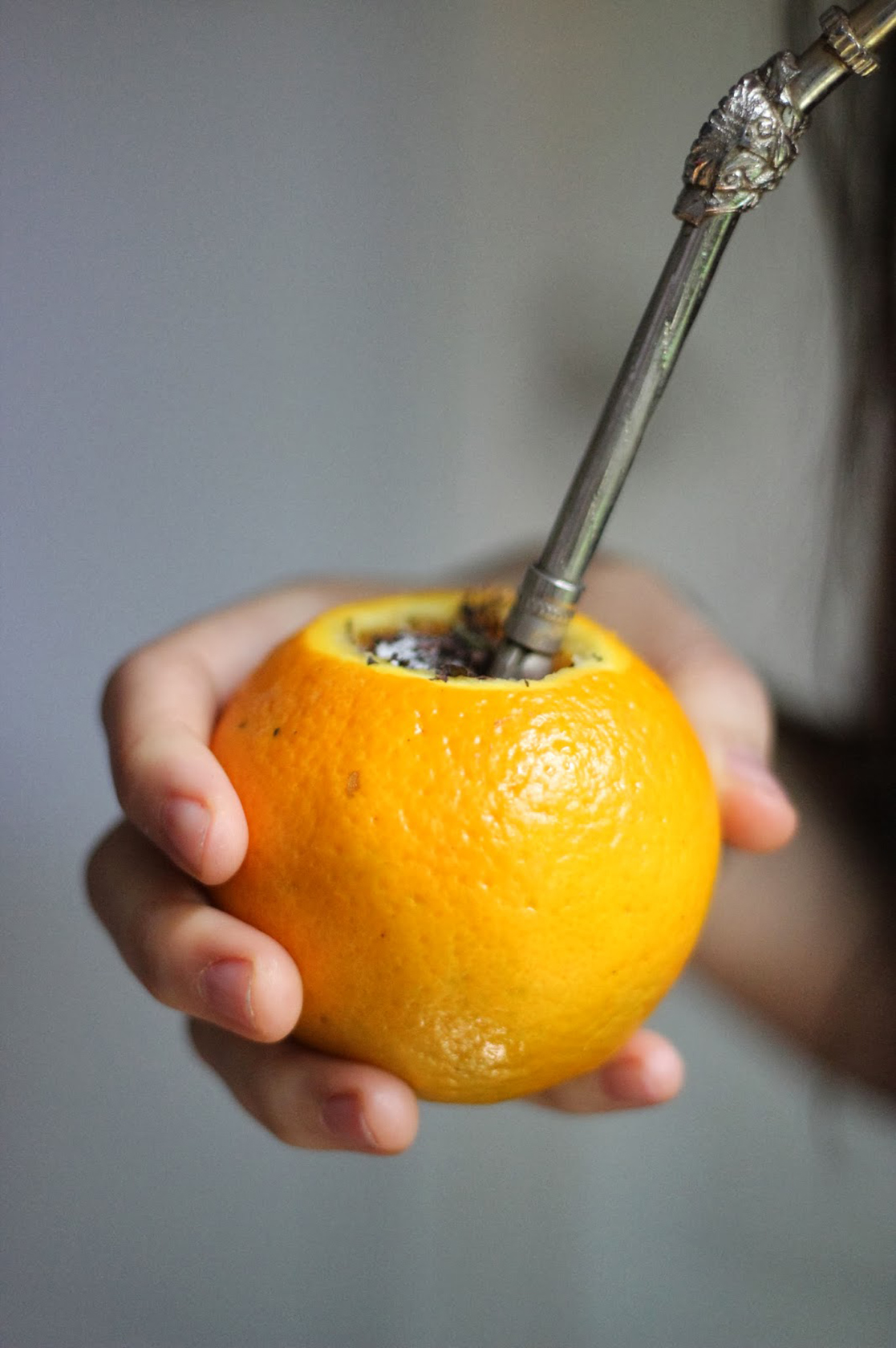
Mate em cumbuca de laranja.
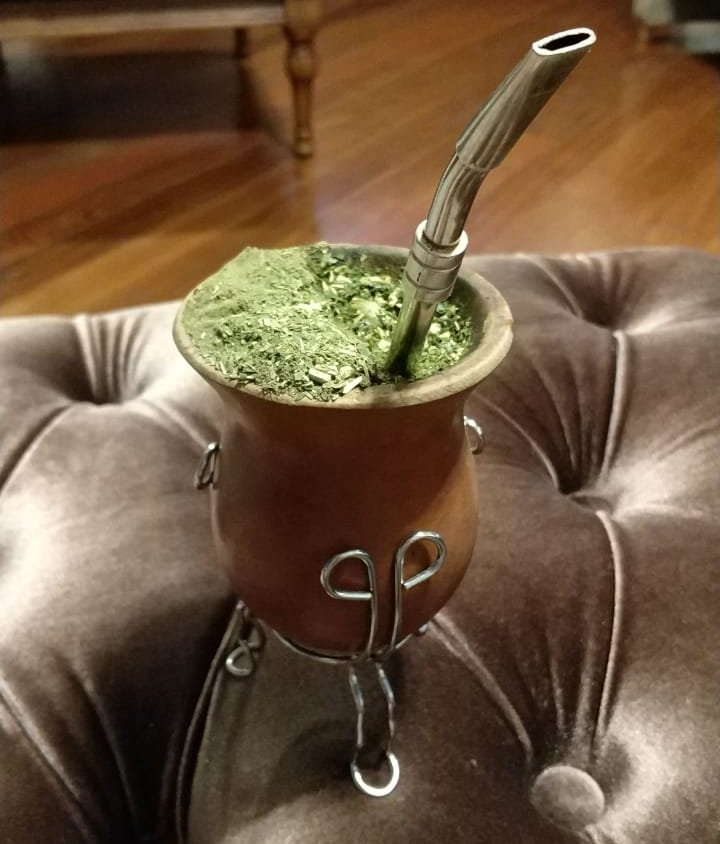
Mate no estilo gaúcho brasileiro.
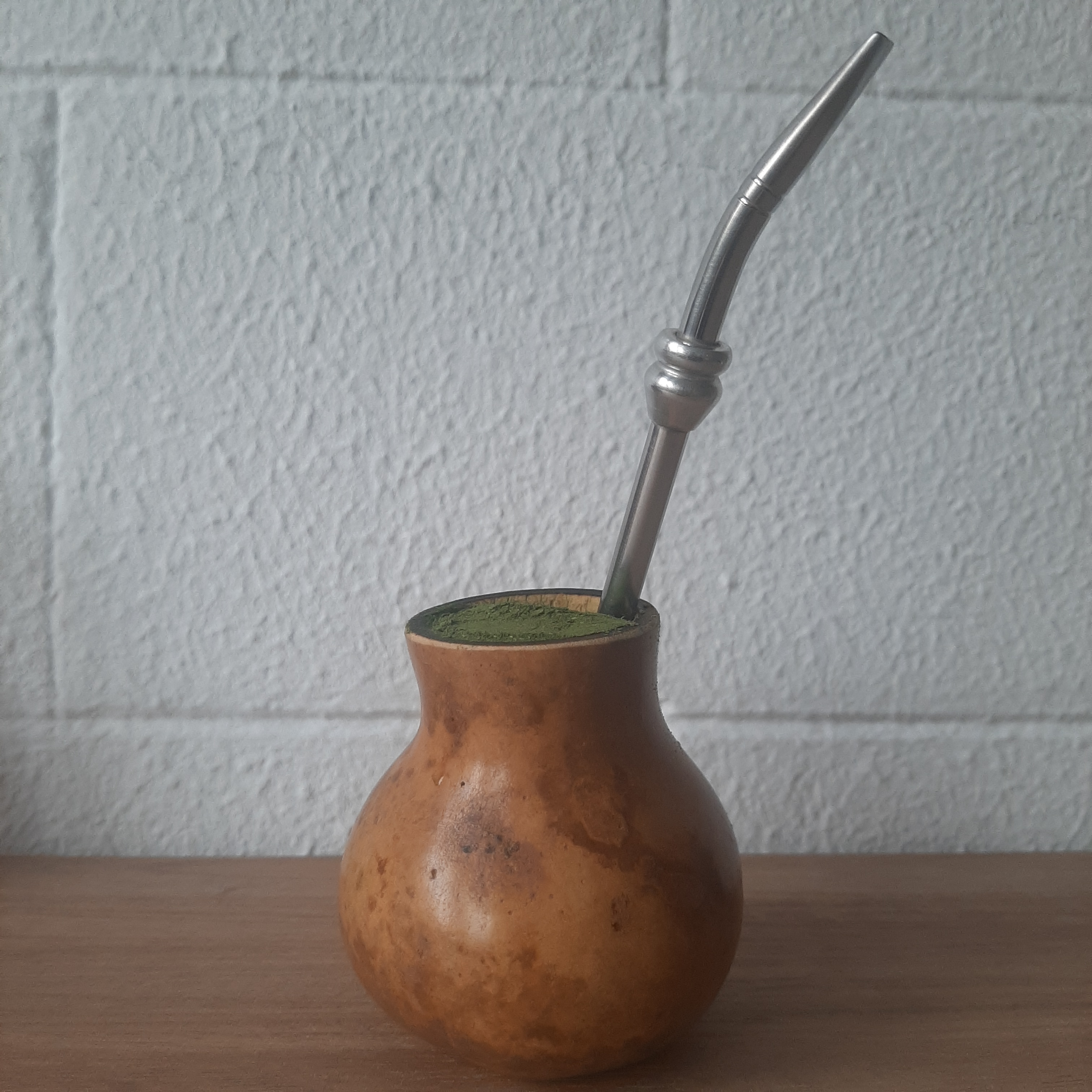
Mate na cuia paysanita ou getulinho.